# Hernán Adrián González
Hernán Adrián González (Avellaneda, Provincia de Buenos Aires, Argentina; 20 de noviembre de 1976) es un exfutbolista y director técnico argentino que jugaba como lateral por derecha. Actualmente es segundo entrenador en Vélez Sarsfield de la Primera División de Argentina.
Fue ayudante de campo de Sebastián Méndez en Xolos de México.

## Trayectoria
Comenzó su carrera en El Porvenir en 1995, hasta que en 1998 fue transferido a San Lorenzo de Almagro. Entre 2001 y 2003 jugó a préstamo en Unión de Santa Fe, para luego pasar a Banfield por una temporada.
A mediados de 2004 regresó a San Lorenzo de Almagro, donde permaneció cinco años, hasta que en 2009 tuvo su primera y única experiencia en el extranjero al incorporarse a São Paulo de Brasil. En 2010 regresó al país para sumarse a Arsenal de Sarandí y luego de dos temporadas pasó a Platense, donde anunció su retiro en 2013.
En 2014 tuvo su primera experiencia fuera de las canchas siendo ayudante de campo de Rubén Capria en Atlanta. En 2016 se sumó al cuerpo técnico de Sebastián Méndez y lo ha acompañado en Godoy Cruz de Mendoza (dos etapas), Belgrano de Córdoba, Palestino de Chile y Cúcuta de Colombia.
Además, junto al propio Méndez, fueron los ayudantes de campo de Diego Maradona en Gimnasia y Esgrima La Plata hasta que se produjo el fallecimiento del ídolo, tras lo cual presentaron la renuncia de forma irrevocable.

## Clubes

### Como jugador
| Club                   | País      | Año       |
| ---------------------- | --------- | --------- |
| El Porvenir            | Argentina | 1995-1998 |
| San Lorenzo de Almagro | Argentina | 1998-2001 |
| Unión de Santa Fe      | Argentina | 2001-2003 |
| Banfield               | Argentina | 2003-2004 |
| San Lorenzo de Almagro | Argentina | 2004-2009 |
| São Paulo              | Brasil    | 2009-2010 |
| Arsenal de Sarandí     | Argentina | 2010-2012 |
| Platense               | Argentina | 2012-2013 |

### Como asistente técnico
| Club                        | País      | Año       |
| --------------------------- | --------- | --------- |
| Atlanta                     | Argentina | 2014      |
| Godoy Cruz de Mendoza       | Argentina | 2016      |
| Belgrano de Córdoba         | Argentina | 2017      |
| Palestino                   | Chile     | 2018      |
| Cúcuta                      | Colombia  | 2019      |
| Gimnasia y Esgrima La Plata | Argentina | 2019-2020 |
| Godoy Cruz de Mendoza       | Argentina | 2021      |
| Xolos                       | México    | 2021-2023 |

## Palmarés
| Título                  | Club                   | País      | Año    |
| ----------------------- | ---------------------- | --------- | ------ |
| Primera B Metropolitana | El Porvenir            | Argentina | 1998   |
| Primera División        | San Lorenzo de Almagro | Argentina | C-2001 |
| Primera División        | San Lorenzo de Almagro | Argentina | C-2007 |
| Primera División        | Arsenal de Sarandí     | Argentina | C-2012 |